# Сенчері (Західна Вірджинія)
Сенчері (англ. Century) — переписна місцевість (CDP) в США, в окрузі Барбур штату Західна Вірджинія. Населення — 111 особа (2020).

## Географія
Сенчері розташоване за координатами 39°6′1″ пн. ш. 80°11′17″ зх. д. / 39.10028° пн. ш. 80.18806° зх. д. (39.100256, -80.188115).  За даними Бюро перепису населення США в 2010 році переписна місцевість мала площу 0,34 км², уся площа — суходіл.

## Демографія
Згідно з переписом 2010 року, у переписній місцевості мешкало 115 осіб у 46 домогосподарствах у складі 32 родин. Густота населення становила 338 осіб/км².  Було 53 помешкання (156/км²).
Расовий склад населення:
| - 100,0 % — білих |

До двох чи більше рас належало 0,0 %. Частка іспаномовних становила 1,7 % від усіх жителів.
За віковим діапазоном населення розподілялося таким чином: 13,9 % — особи молодші 18 років, 73,1 % — особи у віці 18—64 років, 13,0 % — особи у віці 65 років та старші. Медіана віку мешканця становила 47,2 року. На 100 осіб жіночої статі у переписній місцевості припадало 76,9 чоловіків;  на 100 жінок у віці від 18 років та старших — 83,3 чоловіків також старших 18 років.
Цивільне працевлаштоване населення становило 70 осіб. Основні галузі зайнятості: виробництво — 34,3 %, фінанси, страхування та нерухомість — 27,1 %, мистецтво, розваги та відпочинок — 25,7 %.